# タッチパネル

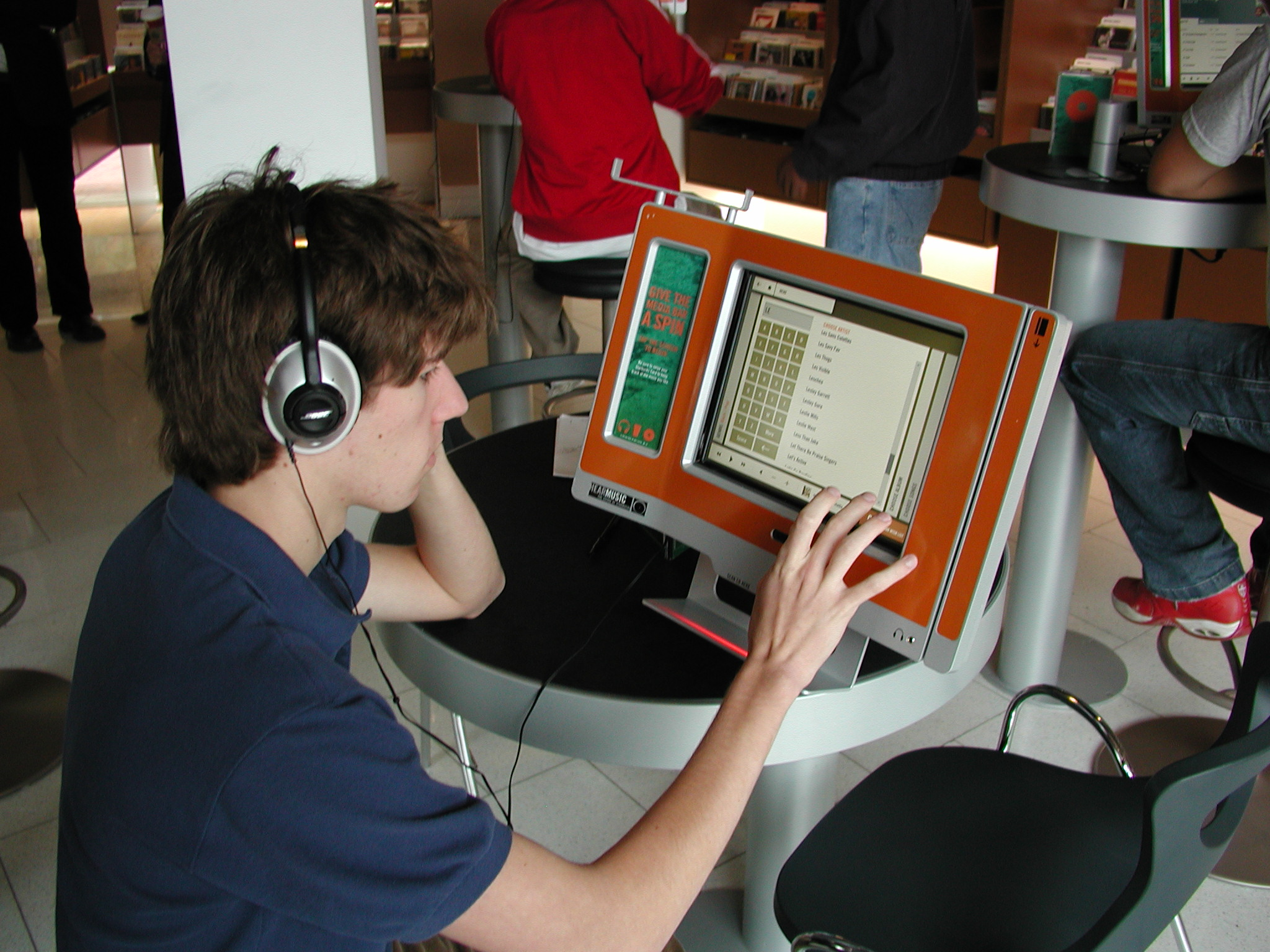
音楽CD店の店頭で据え置き型のタッチ画面を使って音楽を聴く（2005年、米国 Hear Music）

タッチパネル（英: touch panel）あるいはタッチスクリーン（英: touch screen）とは、液晶パネルのような表示装置とタッチパッドのようなポインティングデバイスを組み合わせた部品であり、画面に直接触れて操作するための入力装置である。タッチ画面、接触画面などとも。

## 概要
タッチパネルは表示と入力の2つの機能を備えており、コンピュータなどから受けた画像情報を液晶ディスプレイなどに表示すると共に、操作者が画面に表示された絵やピクトグラムの範囲に指先や「スタイラス」などと呼ばれるペン状の道具で触れると触れられた位置（座標）を感知してその情報をコンピュータなどへ送出する。
直感的に扱えることが望ましい機器に組み込まれることが多い。画面に表示された部分に直接触れればよく、操作が直感的で理解しやすいため、扱いやすい装置を作ることが可能となる。
従来は触れられている位置を1点のみしか検出できなかったが、マルチタッチスクリーンやタッチFLOのような複数の点を検出できるタッチパネルが登場し、マウスやボタン操作に比べて難のあった操作性が大幅に改善され、勝るとも劣らない使い勝手となっている。
なおタッチパネル（タッチスクリーン）は表示と入力の機能の両方を備えたものだけを指しており、表示機能を持たないタッチパッドやペンタブレットは含めない。

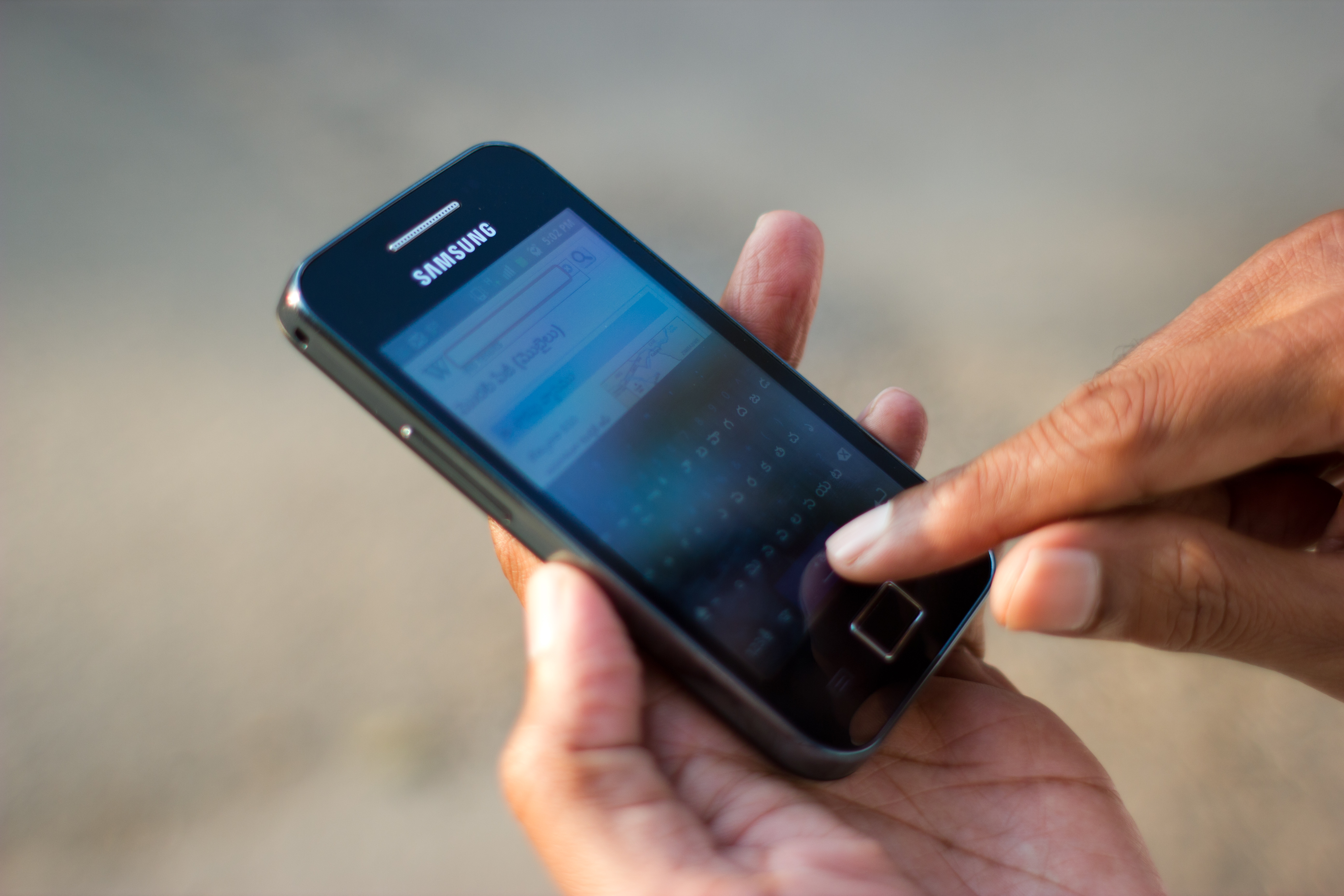
スマートフォンのタッチスクリーン
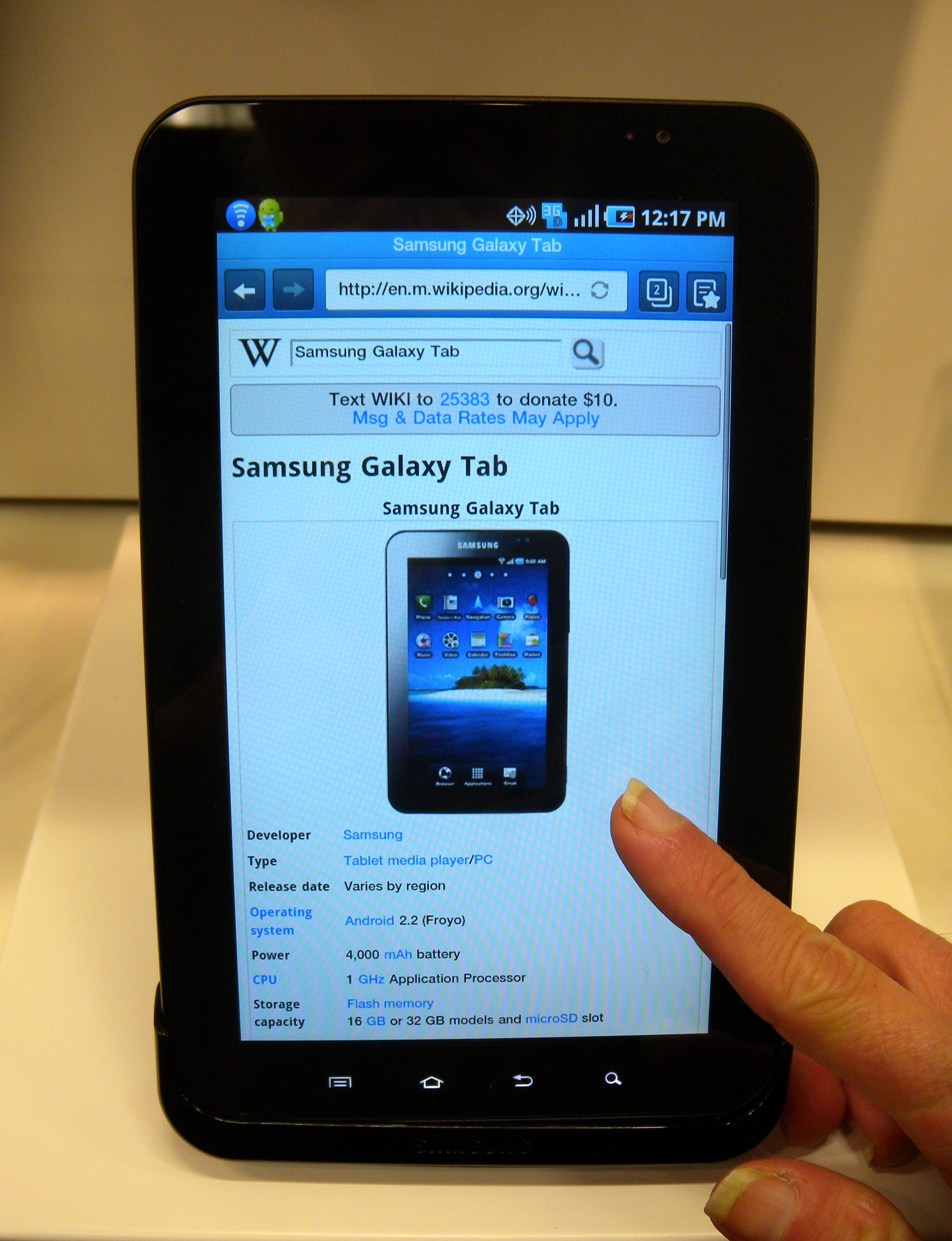
タブレット端末のタッチスクリーン
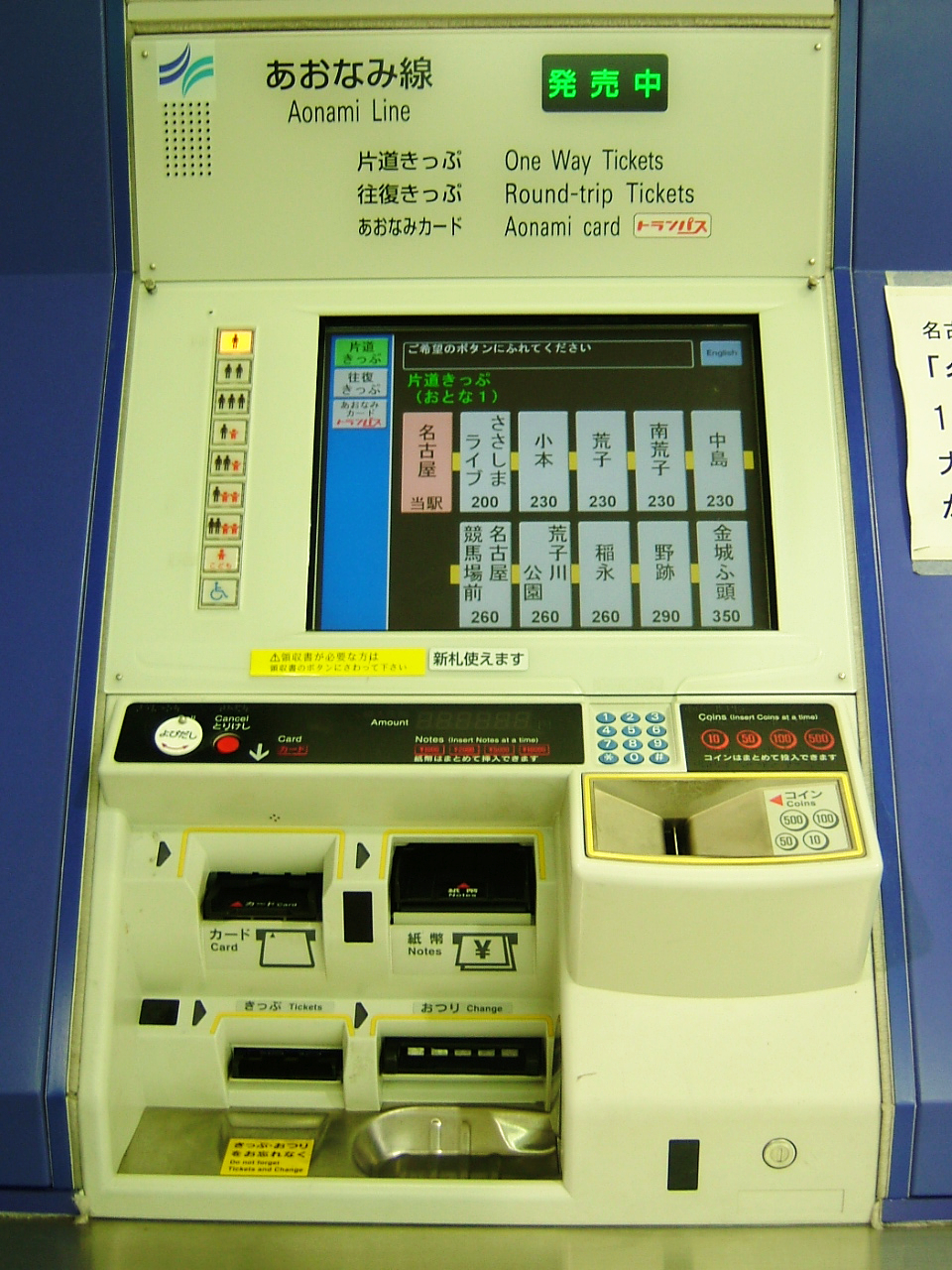
日本のタッチパネル式の自動券売機（オムロン製）
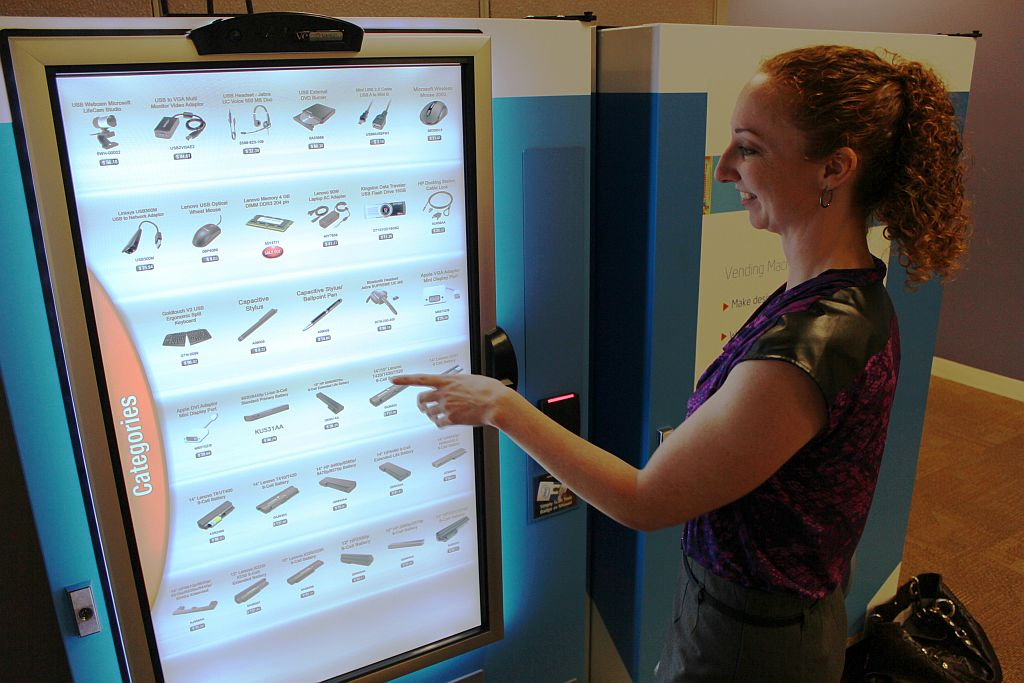
電子機器を売るタッチスクリーン式の自販機
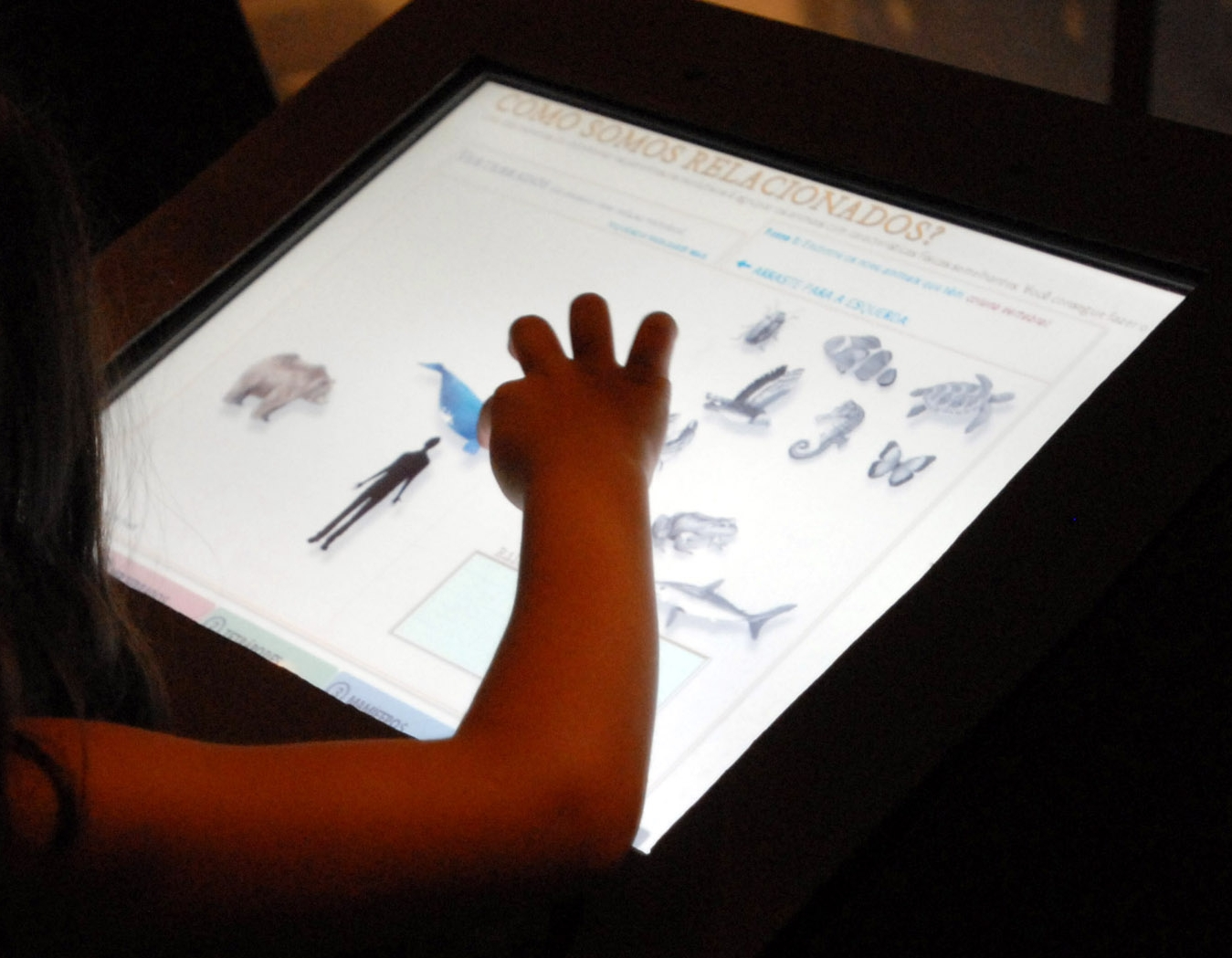
博物館などのタッチスクリーン式の案内板や説明板
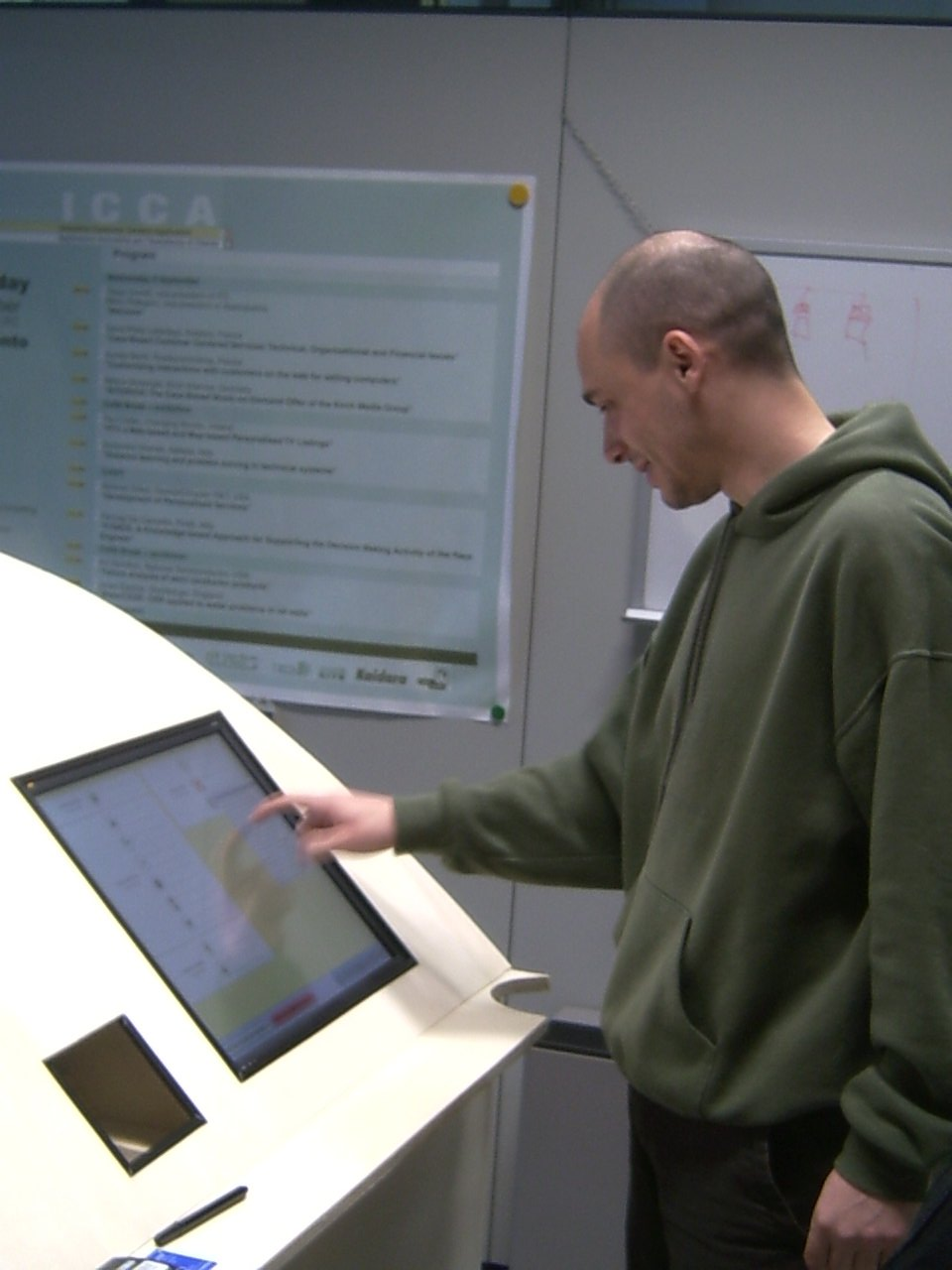
タッチスクリーン式のキオスク端末（電子投票の試作）
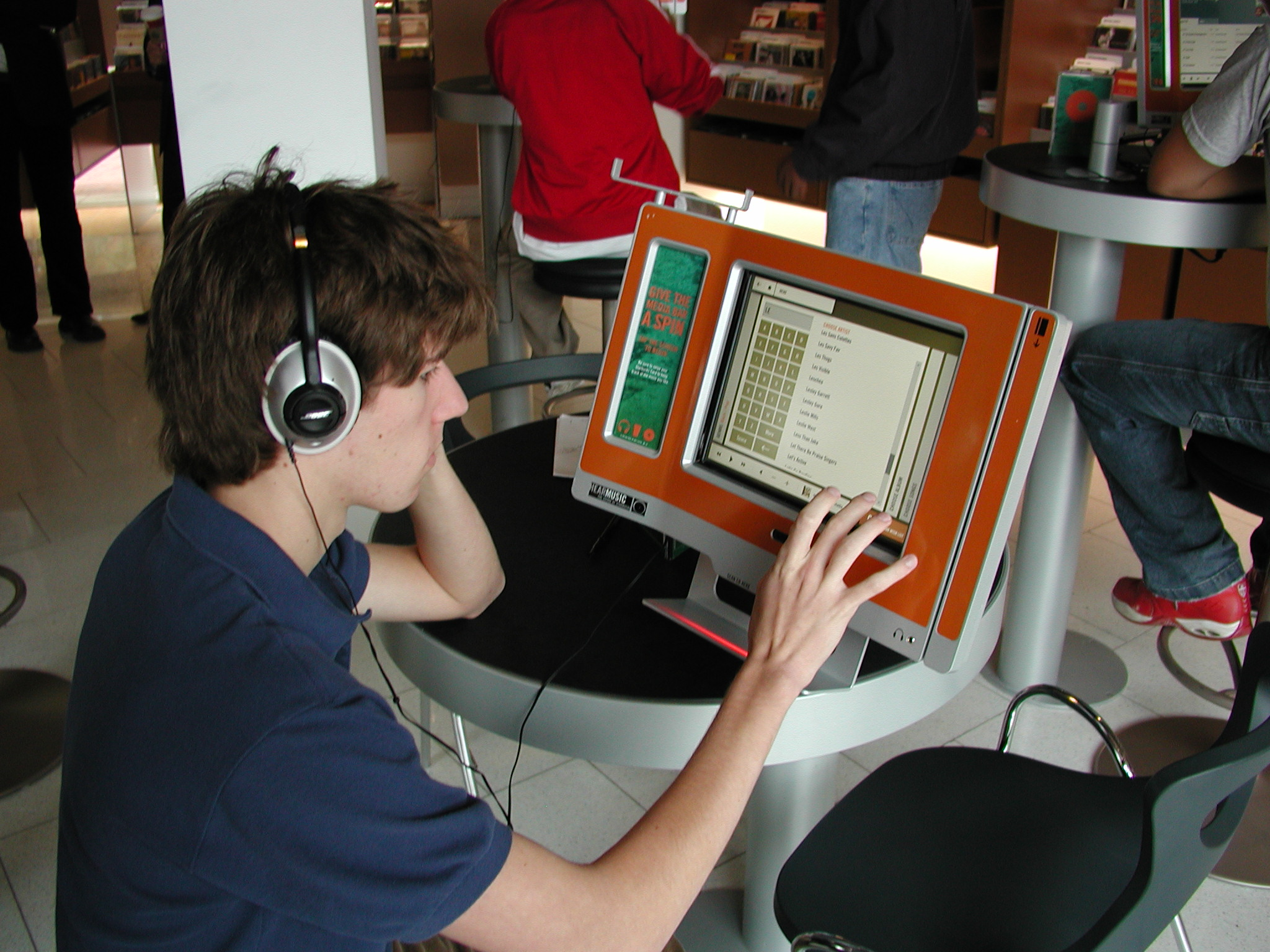
タッチスクリーン式のキオスク（音楽CD店の試聴）

## 使用機器
タッチパネルは、次のような機器に使われている。
- スマートフォン、タブレットコンピュータ、携帯情報端末（PDA）、デジタルオーディオプレーヤー、電子辞書、携帯ゲーム機
- カーナビ
- 一部のノートパソコン、デスクトップパソコン、ワープロ
- 現金自動預け払い機（ATM）、マルチメディアステーション（コンビニエンスストアに設置されている多機能端末）
- 一部の自動販売機（特に自動券売機）
- コピー機、ファックス

- その他にも[注釈 1]

## 動作原理別

### マトリクス・スイッチ
マトリクス・スイッチは今では古い方式である。碁盤の目のように配列された電極によるスイッチが並んでおり、操作者がその面の一部を押さえると、上下2層の電極が接触することで電気回路が構成され、縦と横の位置情報を検出する仕組みである。
これを簡略化して以下に示す。
```
 
碁盤の目のように平面に並べられたスイッチ

  １ ２ ３ ４ ５
A ○ ○ ○ ○ ○    ○押されていないスイッチ
B ○ ○ ○ ○ ○    ●押されたスイッチ
C ○ ○ ○ ○ ○
D ○ ○ ○ ○ ○
E ○ ○ ○ ○ ○

  １ ２ ３ ４ ５
A ○ ○ ○ ○ ○
B ○ ○ ○ ○ ○    3のCが押されたという情報が送られる
C ○ ○ ● ○ ○
D ○ ○ ○ ○ ○
E ○ ○ ○ ○ ○

  １ ２ ３ ４ ５
A ○ ○ ○ ○ ○
B ○ ○ ○ ○ ○    4のEが押されたという情報が送られる
C ○ ○ ○ ○ ○
D ○ ○ ○ ○ ○
E ○ ○ ○ ● ○
```

例では5×5であるが、実際には遥かに細かく格子状に並んでいる。タッチパネルからの位置信号を受けた外部装置が、それぞれのスイッチの位置情報に対応した適切な動作を行なう。
構造的には2層構造の透明電極からなり、例えばA - Eまでの水平の帯状電極と、1 - 5までの垂直な帯状電極を向かい合わせに僅かな隙間をあけておいて、上から押した時にだけ接点が生じるようにすれば、上の図の2番目では3からCに電流が流れ「3C」という出力が発生し、3番目の図では「4E」という出力が発生する。これは電子手帳などの初期の携帯用情報機器に利用されたが新たに製造される機器では本方式はほとんど採用されず、物理的接触によらず隙間を設けない他の新しい方式になっている。
電極
マトリクス・スイッチは透明な素材を電極に利用している。
制約
マトリクス・スイッチは、操作者が押した位置情報をある程度の大きさの範囲として大雑把に検出することしかできず、また、表示する画面レイアウトをマトリクス・スイッチにあわせて設計しなければならない制約がある。例えば銀行のATMは銀行毎の専用装置となってしまう。また個人が携帯するPDAや携帯電話、音楽プレーヤーといった細かな操作精度を要求する装置には採用しづらい。

### 抵抗膜方式

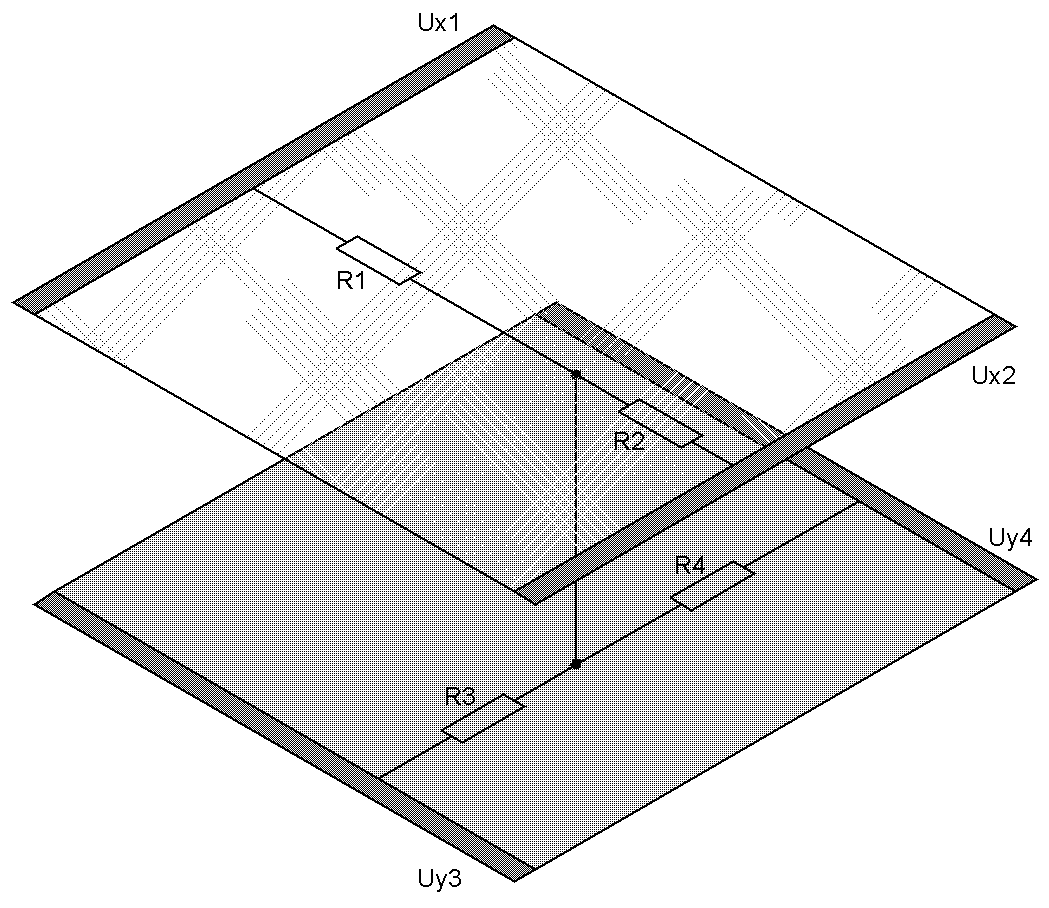
タッチパネル（抵抗膜方式）

マトリクス・スイッチに代わるものとして抵抗膜方式が現れた。透明電極を構成する金属薄膜は抵抗を持っている。対向する2枚の抵抗膜のうち1枚に対して電圧をかけておくと、操作した位置に応じた電圧が2枚目に発生する。電圧を検知することによりアナログ量として操作した場所を検知することができる。
抵抗膜方式には欠点が2つあり、面積が大きくなればなるほど精度が下がること、もう1つは金属薄膜を2枚必要とするために透明度が劣ることである。前者はマトリクス・スイッチ構造を応用し複数のエリアを独立して検知することで回避でき、後者は抵抗膜方式の本質的な構造によるもので材料を工夫する以外の対処方法はない。なお、圧力さえかけられれば機能するため押さえるものは指でなくとも良い。
小面積の機器では非常に低コストであることから現在も多く採用されている。複合機の操作パネル、低価格の液晶デバイス等に使われる。

### 表面弾性波方式
表面弾性波方式は抵抗膜方式の欠点である透明度の低さを解決するために開発された。剛性の高いガラスなどの基板の複数の隅に圧電素子を取り付けて振動波を発生させる。板に触れていると固定点となり、振動波はそこで吸収され一部は跳ね返る。跳ね返りを圧電素子の電圧の発生によって検出する。各々の反射時間を計測して指などの接触した場所を検知することができる。超音波方式とも呼ばれる。
抵抗膜方式に比べて視認性に優れ、構造的にも堅牢で寿命が長く出来る。抵抗膜方式同様に、押さえるものは必ずしも指でなくとも良いがある程度制約はある。
面積に対して能動素子が大変少なくて済むことから大画面の機器に使われる。また堅牢なことから公共端末に多用される。

### 赤外線方式
主に赤外線LEDが光源であり、透過型ではこの赤外光を遮断することで位置を検出するが赤外光だけではスイッチの押し下げを感知できない。反射型では操作面の周囲に赤外線LEDとそのセンサーを厚みをつけて配置するための額縁が必要となる。日光の入る野外やその近くでは使用できないなど多くの制約があり、あまり採用されていない。
光センサーと液晶を一体にしたパネルを使用した物もあり、指やペンの影や反射光を検知する。
シャープのMebiusに光センサー液晶パッドで採用された。

### 電磁誘導方式
電磁誘導方式では電子ペンと呼ばれる専用のペンが必要となる。元々は画面表示を考慮しないペンタブレットでの位置入力方式だったが、センサー部を液晶画面の下に配置することで、元々高い読み取り精度をそれほど犠牲にすることなくタッチパネルとして実現出来た。電磁誘導方式の最大手のワコムでは静電容量方式と電磁誘導方式を共に備えた製品を開発し出荷を予定している。この併用製品ではペンでも指先でも操作が可能となり、電子ペンを使えば筆圧やサイドスイッチ等を検出できる。この方式により静電タッチの視認性を犠牲にせず、通常ペン入力が不可能な静電タッチ上で高精細な電磁誘導ペンが使えることになる。

### 静電容量方式

アナログ量として電圧を検知（表面型静電容量方式）

タッチパネル（投影型静電容量方式）

静電気を利用したタッチパネルで、スマートフォンで採用されている。 静電容量方式のタッチパネルには2つ種類があり表面型と投影型がある。両方とも指先と導電膜の間での静電容量の変化を捉えて位置を検出する。指がセンサーの表面に近づくだけで静電結合が起きる性質を活かして接触する前にカーソルを表示するといった表現や操作も可能である。静電的な導電性がある物体で押さないと反応せず、抵抗膜式では反応する爪や絶縁体のタッチペンでは操作が不能であるため、静電式に対応した導電性のデジタルペンや電源を内蔵したアクティブペンが必要である。また、水滴で誤作動が起きるほか、水中では反応しないため、防水仕様の携帯電話にこの方式が採用されている場合は水回りでの操作に不便が生じる場合がある（水中では音量ボタン、撮影ボタン等の物理ボタン以外使えなくなる）。
表面型
10型以上の製品に使われる場合が多い。カバー、導電膜、ガラス基板の3層から成り、導電膜はガラス基板の上に張り付き、ガラス基板の四隅には電極が設けられている。導電膜によって均一な電界が形成される。指が画面に触れると駆動回路からの微弱電流が隅の端子、導電膜、カバーをすり抜けて、指を経由して大地を含む周辺環境と駆動回路との間で閉回路を構成する。駆動回路側で四隅の端子の電流量の比率を計測することで指の位置を判別できる。仕組みが単純で安価に作れ、比較的大型化しやすい。
投影型
投影型の静電容量方式は指先の多点検出が可能である。一般に投影型は、絶縁体フィルムとその下の電極層、さらに制御ICを搭載する基板層から構成される。絶縁体フィルムの下の電極層にはITO等の透明電極によって縦横2層からなる多数のモザイク状電極パターンがガラスやプラスチックなどの基板上に配置される。指が触れるとその付近の電極の静電容量の変化を縦横2つの電極列から知ることで位置を精密に判別できる。縦と横に走る多数の電極列によって、多点検出が可能となるが端子数が多く製造費が高くなる。ITOによる配線では抵抗が高くなりすぎるため、そのままでは大型画面化に向かない。大型タッチパネルでは検出用電極からの配線は別の金属配線層によって抵抗を小さくしている。位置検出を行うICが必要であり、それらを結ぶ多数の配線も含めた製造費が高くなる傾向があるが、多点検出が可能であるなど実用性は最も高く、タブレット型の携帯端末に多く採用されている。

## 利点と欠点

### 利点
使用者が画面の操作手順を見ながら操作できるために、機械操作を誰にでも扱いやすくすることができるという点で優れている。画面表示を随時切り替えることで、1つの画面上で多様な操作指示に使用できるので、装置全体の小型化が期待できる。
- 画面上の操作説明に入力動作が対応するため、直感的に分かりやすく、操作が簡単になる。
- 入力装置と表示装置が一体化されるため、装置全体の小型化が期待できる。
- ソフトウェアでボタンの位置・サイズ・配置を変更でき、ユーザの操作や装置側のモードに応じてそれらを変化させられる。

### 欠点、課題
- 汚れで画面が見えにくくなることがある。
- 方式によっては誤感知することがある。判定を厳しくすると、強く押さないと検知されないものがある。特に煙草の灰・煙に含まれる脂（やに）などで汚れると、検知できる精度が低くなる。
- 物理的なキーボードと比べると大量の文字入力には向かない。
- 押しボタンと異なりクリック感がないので、入力動作がぎこちなくなる場合がある。システムのレスポンスがなかった時に、入力の取りこぼしか処理落ちか判断がつかない。このため、アニメーションによる視覚効果や音を出したり振動を与えるなどのフィードバックが工夫される。
- 触覚に頼る視覚障害者にとって、凹凸のある物理ボタンと異なり利用が非常に困難となる[3]。画面に表示される操作ボタンが操作に応じて変化・遷移することも視覚障害者には難点となる。
  - 特に、鉄道駅の自動券売機や銀行ATMのような、不特定多数を対象とする公共性の高い装置で問題となる。これを解消するには、点字による案内のほかに、受話器やスピーカーによる音声による指示や、テンキーによる物理ボタンとの併用が必須である。
  - バリアフリーの立場から、ATM製造メーカーでは、入力に押しボタンも利用できるようにすることや、誤った操作をすぐに受け付けないように、画面上で操作が正しいか確認のメッセージを表示するなどの対応策をとっている。
  - ほとんどの操作をタッチパネルで行うiOS（iPod touchやiPadやiPhone）では、設定にて音声による指示と特殊なジェスチャーの組み合わせで、画面を見なくとも操作ができる Voice Over 機能を搭載し、ユニバーサルデザインを実現している。
- 押しボタンとの併用時に、役割の違いが混乱の元となる場合がある。
- 様々なセキュリティ課題がある。パネルに残った指紋を回収されて生体認証を突破されてしまったり、暗証番号(PIN)などが指紋によって推定できる可能性がある。このため、専用のテンキーを備える装置も多い。
- 手指欠損症の障がい者は、タッチパネル操作が出来ない。
- 指先で触れるものなので、機械式ボタンと同様に、ウイルスや細菌が指先につき感染症がうつる可能性がある。→コロナ禍以降、非接触型のディスプレイ（タッチスクリーンとは方式が異なるもの）が（ごく一部ではあるが）導入されるようになった。
- 航空機乗客用の機内エンターテイメント・システムでは、エコノミー席で前の座席の後部にタッチセンサー付き表示部を設けると、操作のたびに前の乗客の座席が揺すられて快適性が大きく損なわれる[3]。
- 使用環境による感度低下 - 2019年、パネルの帯電や指先の水分量の減少によってセンサーが正常に指の位置を読み取れなくなる場合がある[6]、と指摘されている。スマートフォンは持ち運ぶ際に衣服との摩擦で帯電し、内蔵された静電容量センサーが正常に動作しなくなることがあるが、そんなときは画面のオンオフを行い、パネル部の帯電量を再読み込みすればよい。なお「タッチパネルが反応しづらい」との訴えの中には、SoCの処理落ちを入力の取りこぼしと勘違いしているケースが含まれることも指摘されている[6][注釈 2]。

## 歴史
2008年時点では携帯用情報機器でタッチパネルの90%程度が抵抗膜方式であり、残りは主に静電容量方式が占めていた。抵抗膜方式は携帯電話に使用する3インチサイズで2米ドル程度と廉価であった。投影型静電容量方式も同サイズで安ければ5米ドル程度になり、コストは大きな障害ではなくなっていった。静電容量方式は多点検出が可能なため、「ジェスチャー」のようにある程度複雑な指示が行なえるので、1点検出のみの従来機種との差別化が出来るようになった。

富士キメラ総研の予測では、2009年には携帯電話で使用される割合で静電容量方式が抵抗膜方式を追い抜くとしていた。当時、需要に対して供給が追いついていない状況が続き、当時、価格の下げ止まり感がでていた。静電容量方式では台湾のTPK(含むCando社)が強みをもっていた。

### 搭載の歴史
携帯電話類
1993年にはIBMがボタンを無くし全面にタッチスクリーンを採用したIBM Simonを発売した。日本国内の携帯電話史上初めてタッチパネルが搭載された機種は、パイオニアが1996年にデジタルホン（当時）向けに供給したDP-211（発売当時のパンフレットの表紙）で、ほとんどの操作をタッチパネルで行うという当時としては革新的な端末だった。
2007年6月に発売されたiPhoneでは、ほとんどの操作をマルチタッチが可能なタッチスクリーンに集約し、物理的なボタン数は最小限のものとしている。それ以降に開発された他のスマートフォンも同様にタッチスクリーンを採用することになった。
ゲーム機
携帯ゲーム機では1997年にgame.comで採用されたのを皮切りにニンテンドーDSやGP2X F-200などの携帯ゲーム機にも搭載された。2011年12月17日には画面表面と背面の両方にタッチパネルを搭載したPlayStation Vitaが発売された。
業務用機（アーケードゲーム機）では（いつから？）競馬ゲーム・ビンゴゲーム等メダルゲームの一部機種に採用され、2002年頃からはネットワーク対戦機能を持つ業務用機を中心に導入作品が増えた。

## メーカー
- ホシデン株式会社
- シャープ　（静電容量技術の特許取得）
- 日本航空電子工業株式会社
- SMK株式会社
- タッチパネル・システムズ
- 株式会社木曽駒ミクロ
- 株式会社翔栄
- 株式会社タッチパネル研究所
- 株式会社ディ・エム・シー
- ぺんてる
- NISSHA
- グンゼ
- EIZO株式会社
- 東京特殊電線株式会社
- JTOUCH Corp
- デクセリアルズ株式会社
- 富士通コンポーネント株式会社
- ミナトホールディングス株式会社
- ワコム
- NKKスイッチズ株式会社
- TPK Touch Solutions Inc.